# Bovo (Schiffstyp)
Bovo (nach dem italienischen Wort für „Ochse“) war bis zum Ende des 19. Jahrhunderts ein anderthalbmastiges Segelschiff für die Küstenschifffahrt Siziliens. Es war auch unter der Bezeichnung Stierboot bekannt. Das Schiff war bis zu 18 m lang und mit Lateinsegeln getakelt. Der sehr lange Bugspriet führte eine sogenannte Fliegende Fock. Als Frachtsegler konnte der Bovo bis zu 40 Tonnen Frachtgut befördern. Schiffe dieses Typs wurden aber auch in der Fischerei eingesetzt. Vereinzelt setzte auch die italienische Marine diesen Schiffstyp ein, der dann mit einem Buggeschütz bewaffnet war.